# Augsburg-Oberhausen
Augsburg-Oberhausen is een stadsdeel van de stad Augsburg in de Duitse deelstaat Beieren. Het gebied wordt omsloten door de Wertach en Lech. Er is een spoorwegstation, genaamd Augsburg-Oberhausen.